# Thomas A. Hendricks
Thomas Andrews Hendricks (7 tháng 9 năm 1819 – 25 tháng 11 năm 1885) là một nhà chính trị gia và luật sư từ Indiana, từng là Thống đốc bang Indiana (1873 - 77) và Phó Tổng thống thứ 21 của Hoa Kỳ (1885).

## Tiểu sử
Hendricks sinh ngày 7 tháng 9 năm 1819 tại quận Muskingum, Ohio, gần East Fultonham và Zanesville. Ông là người thứ hai trong tám người con sinh ra từ John và Jane (Thomson) Hendricks, người gốc từ Pennsylvania. Pennsylvania.
Năm 1820, Hendricks chuyển đến với cha mẹ và anh trai của mình đến Madison ở quận Jefferson, Indiana, với sự thúc giục của chú của Thomas, William Hendricks, một chính trị gia thành công, từng là Hạ nghị sĩ Hoa Kỳ, Thượng nghị sĩ Hoa Kỳ (1825–37), và thống đốc thứ ba của Indiana (1822–25).  Gia đình của Thomas đầu tiên định cư tại một trang trại gần nhà của chú mình ở Madison, và chuyển đến Shelby County, Indiana, năm 1822. Cha của Hendricks, một nông dân thành công điều hành một cửa hàng tổng hợp, tham gia vào chính trị, trong đó có bổ nhiệm của Tổng thống Andrew Jackson người điều tra vùng đất công cho quận của ông ta.  Lãnh đạo Đảng Dân chủ của Indiana thường xuyên đến thăm nhà Hendricks ở Shelbyville, và từ khi còn nhỏ, Hendricks đã bị ảnh hưởng để tham gia chính trị. 
Hendricks theo học các trường địa phương (Chủng viện Quận Shelby và Học viện Greensburg). Ông tốt nghiệp Hanover College ở Hanover, Indiana, năm 1841, cùng lớp với Albert G. Porter, cũng là thống đốc tương lai của Indiana. Sau khi đại học Hendricks đọc luật với Thẩm phán Stephen Major ở Shelbyville, và năm 1843, ông lấy một khóa học luật kéo dài tám tháng tại một trường học do người chú của ông, Thẩm phán Alexander Thomson ở Chambersburg, Pennsylvania điều hành. Hendricks trở về Indiana, được nhận vào hội luật sư năm 1843, và thành lập một văn phòng riêng ở Shelbyville.